# Josh Rouse

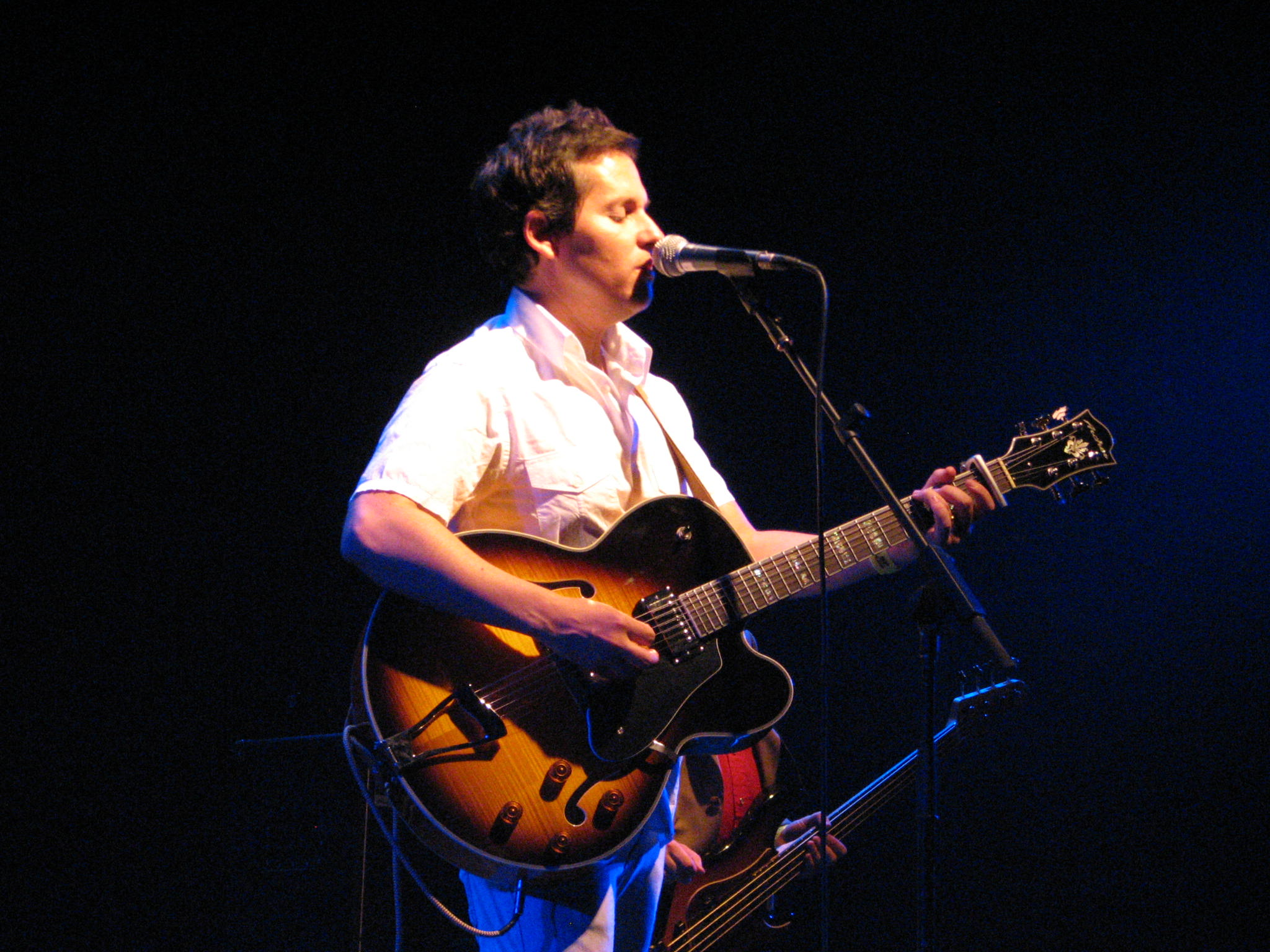

Josh Rouse (n. 1972) es un cantautor de folk e  indie pop estadounidense. 

## Biografía
Nació en Paxton, Nebraska, pero se trasladó a diversos pueblos del este durante su infancia debido a que su padre era militar. Estudió en la Universidad Estatal Austin Peay, en Texas, tras lo cual se mudó a Tennessee, lugar donde conoció a varios músicos y empezó su carrera musical.
Su tema debut fue Dressed Up like Nebraska. Debido a la buena acogida de la crítica lanzó su segundo disco "Home" en 2000, cuyos éxitos fueron más tarde, usados en shows televisivos y bandas sonoras.
En 2002 lanzó "Under Cold Blue Stars" y en 2003 lanzó "1972", en honor al año en que nació, con un estilo de los cantautores de la época de su nacimiento. En 2005 lanzó "Nashville" y en 2006 "Subtítulo", lo cual coincidió con su traslado a España.
En 2007 Rouse lanzó un disco dueto con Paz Suay bajo el título "She's Spanish, I'm American". Ese mismo año lanzó un nuevo álbum "Country Mouse City House".
En octubre de 2008 lanzó un EP titulado "Valencia EP", cuya cuarta canción lleva el nombre de su último disco "El turista" que vio la luz en febrero del 2010 en Estados Unidos.
En 2014 fue galardonado por su canción "Do You Really Want To Be In Love?" con el Goya a la Mejor Canción Original.
El 7 de abril de 2015 lanza un disco titulado "The embers of time", su último trabajo hasta la fecha.

## Discografía
- Dressed Up Like Nebraska (CD) - Slow River Records - 1998
- Chester (CD) - Slow River Records - 1999
- Home (CD) - Slow River Records - 2000
- Bedroom Classics Vol. 1 (CD) - Bedroom Classics - 2001
- Under Cold Blue Stars (CD) - Slow River Records - 2002
- 1972 (CD) - Rykodisc - 2003
- The Smooth Sounds of Josh Rouse (Live CD) - Rykodisc - 2004
- Nashville (CD) - Rykodisc - 2005
- Bedroom Classics Vol. 2 (CD) - Bedroom Classics - 2005
- Subtítulo (CD) (Vinyl) - Nettwerk Records - 2006
- Kcrw.Com Presents... Josh Rouse Live With Guitar & Strings (download) - Bedroom Classics - 2006
- She's Spanish, I'm American (EP) - Bedroom Classics - 2007
- Country Mouse City House (CD) (Vinyl) - Bedroom Classics - 2007
- Live Shepherds Bush Empire December 7th 2007 (download) - Bedroom Classics - 2008
- KCRW Morning Becomes Eclectic April 20, 2006 Outtakes (download) - Bedroom Classics - 2008
- Bedroom Classics Vol. 3 (download) (CD) - Bedroom Classics - 2008
- The Best of the Rykodisc Years (2CD compilation) - Rykodisc/Rhino - 2008
- Valencia EP (download) - Bedroom Classics - 2009
- El Turista (CD) - Bedroom Classics - 2010
- The Happiness Waltz (CD) - Grabaciones En El Mar - 2013
- The Embers of time (CD) - Bedroom Classics & Grabaciones En El Mar - 2015
- Love in the Modern Age - 2018
- The Holiday Sounds of Josh Rouse - 2019

Soundtracks
- La Gran Familia Española (Original Score) (2013)

Compilations
- The Smooth Sounds of Josh Rouse (2004)
- The Best of the Rykodisc Years (2008)

Singles
- "Directions" (2000)
- "Christmas With Jesus" (2001)
- "Feeling No Pain" (2002)
- "Nothing Gives Me Pleasure" (2002)
- "Love Vibration" (2003)
- "Come Back (Light Therapy)" (2004)
- "Winter in the Hamptons" (2005)
- "It's the Nighttime" (2005)
- "Julie (Come Out of the Rain)" (2013)
- "Some Days I'm Golden All Night" (2015)
- "Businessman" (2018)